# Cañizares
Cañizares település Spanyolországban, Cuenca tartományban. Cañizares Cañamares, Priego, Alcantud, El Pozuelo, Carrascosa, Beteta, Cuenca, Fuertescusa és Poyatos községekkel határos. Lakosainak száma 440 fő (2024).

## Népesség
A település népessége az utóbbi években az alábbiak szerint változott:
| Lakosok száma | 622  | 602  | 565  | 559  | 537  | 520  | 488  | 439  | 428  | 440  |
|               | 2001 | 2004 | 2006 | 2009 | 2011 | 2014 | 2016 | 2019 | 2021 | 2024 |